# Nadia Graham-Hutchinson
Nadia Graham-Hutchinson (née le 3 septembre 1974) est une athlète jamaïcaine spécialiste du 400 mètres. 

## Biographie

### Palmarès
| Date | Compétition           | Lieu    | Résultat | Épreuve   | Performance |
| ---- | --------------------- | ------- | -------- | --------- | ----------- |
| 1997 | Championnats du monde | Athènes | 3e       | 4 x 400 m | —           |

### Records
| Épreuve    | Performance | Lieu        | Date            |
| ---------- | ----------- | ----------- | --------------- |
| 400 mètres | 52 s 48     | Gainesville | 22 février 1997 |